# アニバーサリーの夜に
『アニバーサリーの夜に』（The Anniversary Party）は、2001年製作のアメリカ映画。アラン・カミングとジェニファー・ジェイソン・リーが共同で監督し、脚本も書いている。ある結婚記念パーティーに集った男女の人間模様。

## ストーリー
子供っぽく気まぐれな性格のジョー・テリアン（アラン・カミング）は、小説がヒットし、大作映画の監督に初挑戦しようとしている注目株の作家。一方、有名女優のサリー（ジェニファー・ジェイソン・リー）はとても神経質。二人は夫婦で、一年間の別離を乗り越えたばかりだが、結婚6年目を祝うため、ロサンゼルスの邸宅でアニバーサリーパーティーを開くことになった。
パーティーには、別離中にジョーの相談相手になっていた元彼女の写真家ジーナ（ジェニファー・ビールス）、二人のビジネス・マネージャーのジェリー（ジョン・ベンジャミン・ヒッキー）と妻のジュディ（パーカー・ポージー）、ジョーの友人である映画監督のマック（ジョン・C・ライリー）と妻のクレア（ジェーン・アダムス）、映画俳優のカル・ゴールド（ケヴィン・クライン）とその妻ソフィア（フィービー・ケイツ）そしてその子供たち、サリーの友人で離婚したばかりのレヴィ（マイケル・ペインズ）、さらにはあまり仲のよくない隣人夫婦のライアン（デニス・オハラ）とモニカ（ミーナ・バディ）まで招待された。
集まった人たちは、テリアン夫妻のふるまう豪華な料理やシャンパンを楽しみつつ、ゲームや出し物をしたり、集二人にプレゼントを渡したりした。パーティーはおおいに盛り上がるが、最近サリーの地位を脅かしている若手女優のスカイ（グウィネス・パルトロウ）がささやかなプレゼントとして持ち込んだドルフィン（MDMAと思われるドラッグ）をきっかけに、徐々におのおのが胸に秘めた思いを明かし始める。
特にサリーは、ジョーのヒットした小説を題材にした映画が、実際にモデルとなった自分ではなく、スカイを主演にして製作されることに不満を抱いており、さらには奔放なジョーと一緒に暮らすために子供をつくるか否かで葛藤していた。彼女は、実際に子供を持つ親友のソフィアに悩みを打ち明けるも、マックの監督する撮影中のコメディ映画での演技が不安のせいでうまくいかず、酷評されたこともあって、依然として気持ちが晴れなかった。
出席者が庭のプールでくつろいでいた間に、モニカが庭のゲートを開けっ放しにしていたために、テリアン夫妻の愛犬オーティスが逃げ出してしまう。サリーがこの事実をジョーに伝えに行った際に、ドラッグでキメたジョーは、当のモニカとキスしているところを見られ、サリーと再び険悪なムードに陥る。
オーティスを探しに町のはずれの丘へやってきたが二人はそれどころではない。最初は互いの小説や演技のけなしあいから始まり、徐々に激しい口論へとエスカレートしていく。サリーがついに、母親になるのが不安になって赤ちゃんを堕ろしたことを打ち明け、二人の関係は最悪になった。
二人が、家にもどってみると、ジーナが、長い間薬物中毒に苦しんでいたジョーの最愛の妹が自殺したとの電話を受けたと告げる。突然の不幸に打ちひしがれるジョーは父親のもとに発つ気力も失い、パーティもお開きとなった。サリーは彼に寄り添っていた。
次の日の朝、ベッドにいたテリアン夫妻のもとにオーティスがもどってくる。

## キャスト
※括弧内は日本語吹き替え
- ジョー - アラン・カミング（檀臣幸）
- サリー・ナッシュ - ジェニファー・ジェイソン・リー（山像かおり）
- カル・ゴールド - ケヴィン・クライン（宗矢樹頼）
- ソフィア・ゴールド - フィービー・ケイツ（勝生真沙子）
- ジュディ・アダムス - パーカー・ポージー（名越志保）
- ジェリー・アダムス - ジョン・ベンジャミン・ヒッキー
- クレア・フォーサイス - ジェーン・アダムス（坪井木の実）
- マック・フォーサイス - ジョン・C・ライリー（石住昭彦）
- ジーナ・テイラー - ジェニファー・ビールス（本田貴子）
- スカイ・デイヴィッドソン - グウィネス・パルトロー（岡寛恵）
- ライアン・ローズ - デニス・オハラ
- モニカ・ローズ - ミーナ・バディ
- レヴィ・ペインズ - マイケル・ペインズ

## 備考
- 撮影期間はわずか19日で、ソニー社のデジタル・ビデオ・カメラが使用された。
- ロケ地の邸宅は、映画監督ソフィア・コッポラが所有するもので、ハリウッド・ヒルズにある。
- テリアン夫妻の愛犬オーティスは、ジェニファー・ジェイソン・リーの実生活での愛犬で、スタッフロールにも『OTIS : HIMSELF』とある。